# تومويا فوكودا
تومويا فوكودا (باليابانية: 福田 友也) (10 سبتمبر 1992 في اليابان – )؛ هو لاعب كرة قدم سابق كان يلعب كمدافع.

## وصلات خارجية
- تومويا فوكودا على موقع رابطة كرة القدم اليابانية للمحترفين (اليابانية)
- تومويا فوكودا على موقع قاعدة بيانات كرة القدم.إي يو (الإنجليزية)
- تومويا فوكودا على موقع Soccerway.com (الإنجليزية)